# Johann Großfeld
Johann Gerhard Großfeld, gelegentlich auch Johannes Grossfeld (* 25. Februar 1889 in Bad Bentheim; † 3. Juni 1944 in München, häufig als J. Großfeld abgekürzt) war ein deutscher Lebensmittelchemiker.
Großfeld besuchte das Gymnasium in Rheine und studierte Chemie in Freiburg, München und zuletzt in Münster, wo er 1913 bei Joseph König promovierte und auch die "Staatsprüfung für Nahrungsmittelchemiker" ablegte. Anschließend war er von 1914 bis 1927 am Chemischen Untersuchungsamt in Recklinghausen tätig. Von diesem Untersuchungsamt wurde er als Gruppenleiter an die Preußische Staatliche Nahrungsmittel-Untersuchungsanstalt in Berlin-Charlottenburg berufen, die von Adolf Juckenack geleitet wurde. Die Berliner Untersuchungsanstalt wurde später zur Reichsanstalt für Lebensmittel- und Arzneimittelchemie umbenannt. An der Reichsanstalt war Großfeld Wissenschaftlicher Rat und Professor, dort wirkte er bis zu seinem Tode.
Großfeld hat sich besonders mit der Analytik von Fetten und Ölen befasst. Weiterhin schrieb er zahlreiche Beiträge zum "Handbuch der Lebensmittelchemie", zu dessen Herausgebern er von 1939 bis 1942 auch gehörte.
Ab Band 72 (1936) war er Herausgeber der Zeitschrift für Untersuchung der Lebensmittel, der späteren Zeitschrift für Lebensmittel-Untersuchung und -Forschung (ZLUF).
Großfeld war verheiratet. Er litt unter einem Nierenleiden und war in Bad Tölz zur Behandlung; er starb in einer Klinik in München und wurde auf dem Waldfriedhof in Berlin-Dahlem beigesetzt.

## Veröffentlichungen (Auswahl)
- Handbuch der Eierkunde, Berlin : J. Springer 1938
- Joseph König (Münster i. W.) : Sein Leben und seine Arbeit ; Zur Erinnerung an seinen 85. Geburtstag am 15. Nov. 1928, In Gemeinschaft mit den Söhnen Friedrich König ; Maximilian König bearbeitet Berlin : P. Parey 1928
- Kohlehydrate, in: Handbuch der Lebensmittelchemie II, 2, 1935, S. 835–976, u. IX, 1942, S. 457–81;
- Mathematische Auswertung von Unters.ergebnissen, Handbuch der Lebensmittelchemie II, 2, 1935, S. 1438–56 (mit A. Timpe);
- Eier, Handbuch der Lebensmittelchemie III, 1936, S. 580–635, u. IX, 1942, S. 492;
- Allgemeine Untersuchungsmethoden für Speisefette, Handbuch der Lebensmittelchemie IV, 1939, S. 1–326, (mit A. Bömer).
- Präparative Darstellung der Fette und Fettbestandteile, Handbuch der Lebensmittelchemie IV, S. 327–82 (mit dems.);
- Vorkommen, Gewinnung u. Eigenschaften d. Speisefette, Handbuch der Lebensmittelchemie IV, S. 383–662 (mit dems.);
- Zucker u. Zuckerwaren, ebd. V, 1938, S. 380–500, IX, 1942, S. 736–44;
- Stickstoffverbindungen, ebd. IX, 1942, S. 482–91; Fette, ebd., S. 681–735;
- Anleitung zur Untersuchung der Lebensmittel, Verlag Julius Springer, Berlin 1927 DNB-Link